# Siemens ES64U2
Die Siemens ES64U2 ist eine elektrische Lokomotive der EuroSprinter-Familie, die von Siemens Transportation Systems und Krauss-Maffei entwickelt wurde. Insgesamt wurden zwischen 1999 und 2006 437 Lokomotiven gebaut. Die größte Flotte betreiben die Österreichischen Bundesbahnen (ÖBB) mit insgesamt 332 Lokomotiven, die als Reihen 1016 und 1116 geführt werden. Die übrigen Lokomotiven sind bei verschiedenen Eisenbahnverkehrsunternehmen im Personen- und Güterverkehr im Einsatz.

## Geschichte

### Lokomotiven der ÖBB
Zur Erneuerung der Fahrzeugflotte veröffentlichte die ÖBB Ende 1996 eine Ausschreibung für neue elektrische Lokomotiven. Im Juli 1997 wurde der Auftrag zur Konstruktion und Fertigung von 50 Einsystem- und 25 Zweisystemlokomotiven, mit einer Option von 325 weiteren Lokomotiven, an Siemens Österreich vergeben. Das Auftragsvolumen für die 75 Lokomotiven betrug 2,7 Milliarden Schilling.:39-47
Im Juli 1999 erfolgte die Präsentation der ersten Lokomotiven 1116 001 in München-Allach. Zu diesem Zeitpunkt wurde auch die erste Option über 100 weitere Lokomotiven durch die ÖBB bekannt gegeben. In der Folge fanden Zulassungsfahrten statt und am 7. Januar 2000 die termingerechte Übergabe der ersten Lokomotive an die ÖBB. Im Februar 2000 erfolgte die Auslieferung der 1116 001 aus Allach.:39-47 Die ÖBB schöpfte die Option der weiteren Loks der Baureihe voll aus und bestellte im Jahr 2000 weitere 225 Exemplare, so dass der Gesamtauftrag sich auf 400 Stück belief.
Wie bei den ÖBB-Maschinen der Reihen 1016 und 1116 erfolgt auch beim Großteil der restlichen Lokomotiven die Erhaltung und Instandsetzung im ÖBB-TS-Werk Linz.
In Deutschland sind die Lokomotiven vor Güter- und Fernzügen, hauptsächlich zwischen Passau und Ingolstadt/Hamburg bzw. zwischen Salzburg und Frankfurt/Main anzutreffen. Seit Dezember 2008 verkehren 20 mit entsprechenden Folien versehene Lokomotiven für Rail Cargo Hungaria, zeitweise waren dies die 1116 001 bis 012, 014, 015, 041 und 045 bis 049.

### Lokomotiven der DB

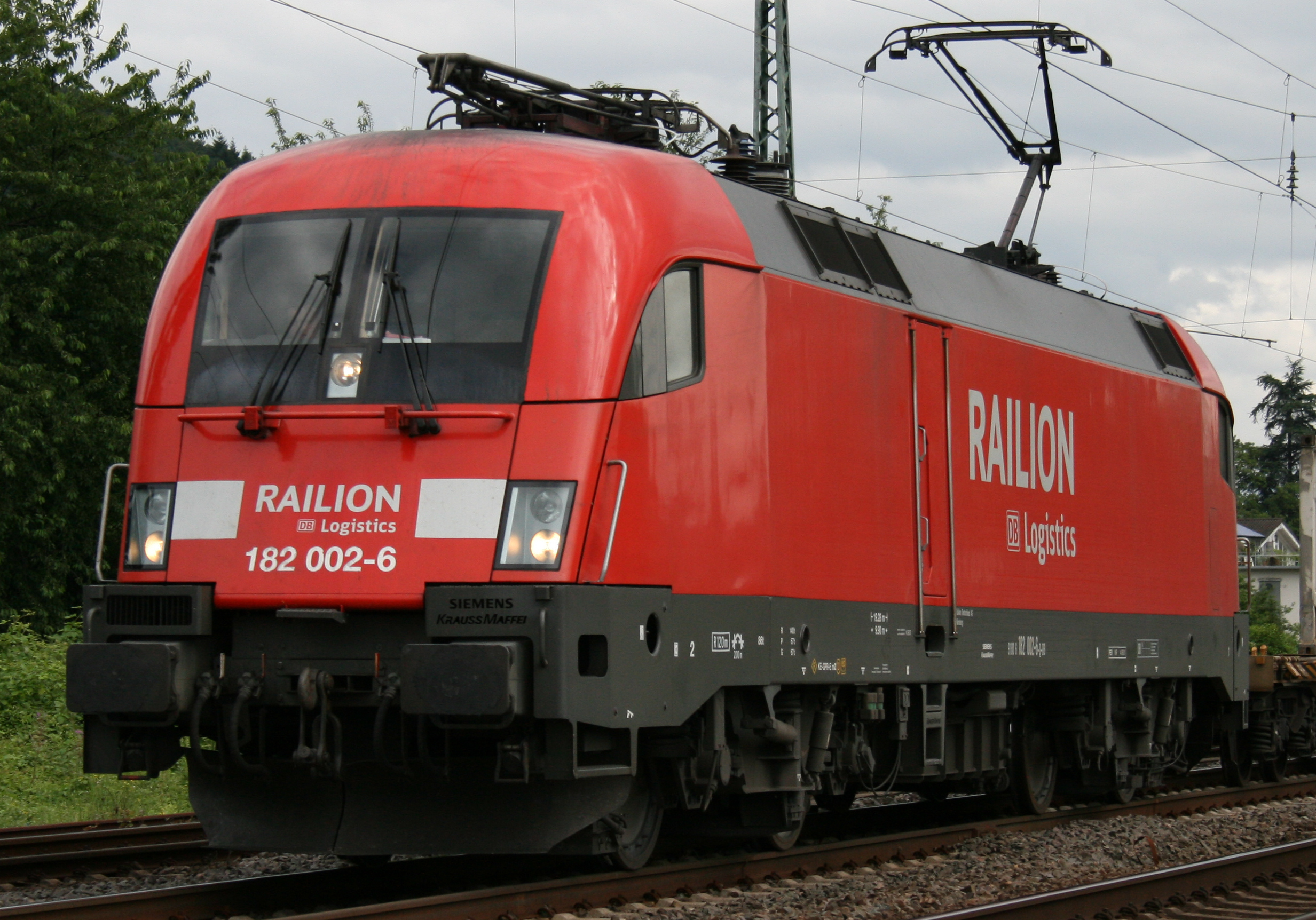
182 002 der Deutschen Bahn im Güterverkehr für die damalige Railion auf der rechten Rheinstrecke bei der Stadt Unkel

Die österreichischen Behörden verweigerten die Zulassung der DB-Baureihe 152 in Österreich, weil man die auftretenden Gleiskräfte als zu hoch bewertete. Aus diesem Grund wandelte die Deutsche Bahn im August 2000 die Auftraggebung der letzten 25 Lokomotiven der DB-Baureihe 152 in 25 ES64U2 um. Diese entsprachen den Lokomotiven der ÖBB-Reihe 1116, allerdings wurde auf den im Ursprungszustand vorhandenen dritten Stromabnehmer verzichtet. Eine Nachrüstung wäre mit geringem Aufwand möglich. Die Lokomotiven erhielten wegen ihrer Zweifrequenzfähigkeit die Baureihennummer 182.
Bei der Deutschen Bahn wurden die Lokomotiven daher seit der Übergabe der ersten Lokomotive im Juli 2001 wie die Baureihe 152 dem Geschäftsbereich DB Cargo zugeordnet. Damit wurde die Lokomotive mit der größten Höchstgeschwindigkeit (230 km/h) bei der Deutschen Bahn AG in einem Bereich eingesetzt, in dem diese nicht benötigt wird. Als Folge der Finanz- und Wirtschaftskrise gingen im Jahr 2009 die Transportmengen bei Railion so stark zurück, dass die Güterverkehrssparte der Bahn einen Überhang an Lokomotiven hatte. Zudem hatten weitere Lokomotiven der DB-Baureihe 185 mittlerweile die Zulassung für Österreich erhalten, so dass der ursprüngliche Einsatzzweck auch anderweitig abgedeckt werden konnte. Im Herbst 2009 wurde daher ein Einsatz bei DB Regio in verschiedenen Regionen Deutschlands erwogen und teilweise auch erprobt.
Seit dem Fahrplanwechsel im Dezember 2009 fuhren fünf der Lokomotiven auf der Linie RE 10 Cottbus–Leipzig, sowie auf der RE 18 Cottbus-Dresden, als Ersatz für elektrische Nahverkehrstriebwagen Talent 2, die wegen Qualitätsmängeln noch nicht zugelassen waren. Auch auf der RB-Linie 20 (Eisenach–Erfurt–Halle (Saale)) in Thüringen kamen Lokomotiven dieser Baureihe von Dezember 2010 bis Dezember 2015 zum Einsatz. Seit Dezember 2014 fuhren diese Züge ausschließlich mit angemieteten Lokomotiven der Reihe 182 von MRCE, da die beiden Regio-Maschinen 182 024 und 025 nach Cottbus umbeheimatet wurden. Im Vergleich zu den dort bisher eingesetzten Lokomotiven der DB-Baureihe 143 wurde die Verspätungsanfälligkeit durch Geschwindigkeitsanhebung auf 140 km/h und die wesentlich höhere Beschleunigung verringert. Zwischen Juni und Dezember 2010 wurden Lokomotiven der Baureihe 182 zudem in einem dreitägigen Umlauf erstmals planmäßig im Fernverkehr der DB eingesetzt, nachdem es bereits 2009 einen kurzzeitigen Einsatz vor Wochenend-IC der Relation Köln–Hamburg gegeben hatte.
Um sämtliche vorgenannte Talent-2-Ersatzverkehre abdecken zu können und zum bevorstehenden Start des Netzes „Stadtbahn“ im Jahr 2012, sind im Laufe des Jahres 2011 alle 25 Maschinen der Baureihe 182 in den Bestand der DB Regio übergegangen. Für die Dienste im Nahverkehr bei DB Regio erhielten die Lokomotiven das Nahverkehrspaket. Das beinhaltet die Ausrüstung und Zulassung mit ep-Bremse und Notbremsüberbrückung des Systems NBÜ 2004, was zum Erlöschen der Zulassung auf dem Netz der ÖBB-Infrastruktur AG führte – dem ursprünglichen Zweck ihrer Anschaffung. Des Weiteren beinhaltet es die seitenselektive Türsteuerungen SAT&TAV und ein Fahrgastinformationssystem. Als letzte Maschine ihrer Baureihe rückte dafür die 182 024 am 5. Oktober 2011 im Herstellerwerk in München-Allach ein.

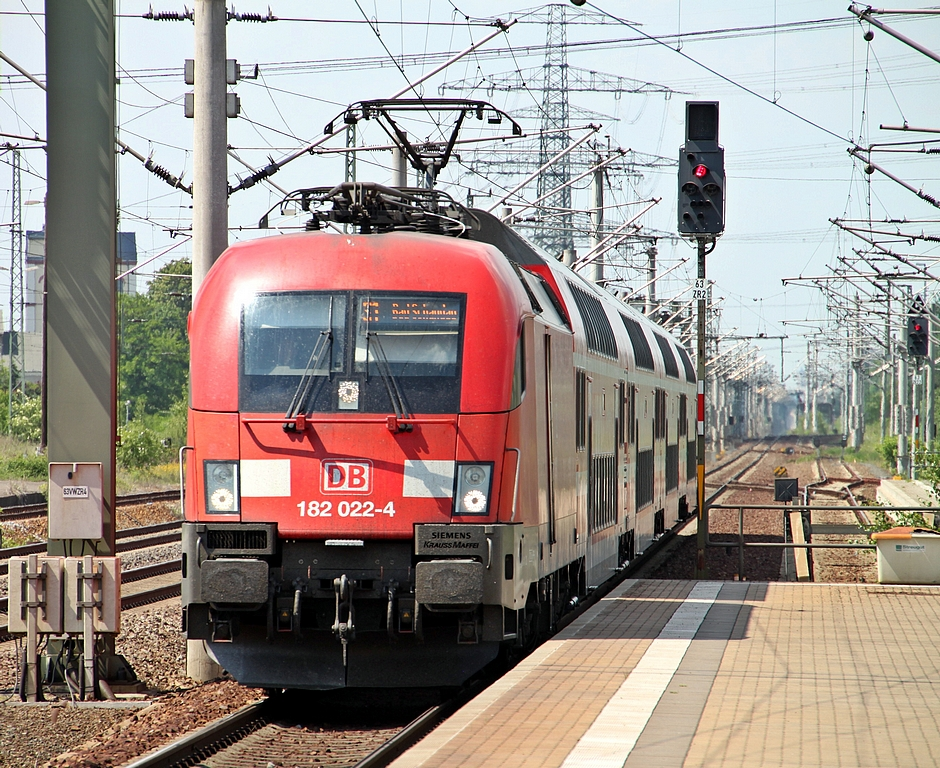
Einsatz der 182 022 im Nahverkehr vor einem Zug Linie S1 der S-Bahn Dresden im Bahnhof Heidenau (Mai 2012)

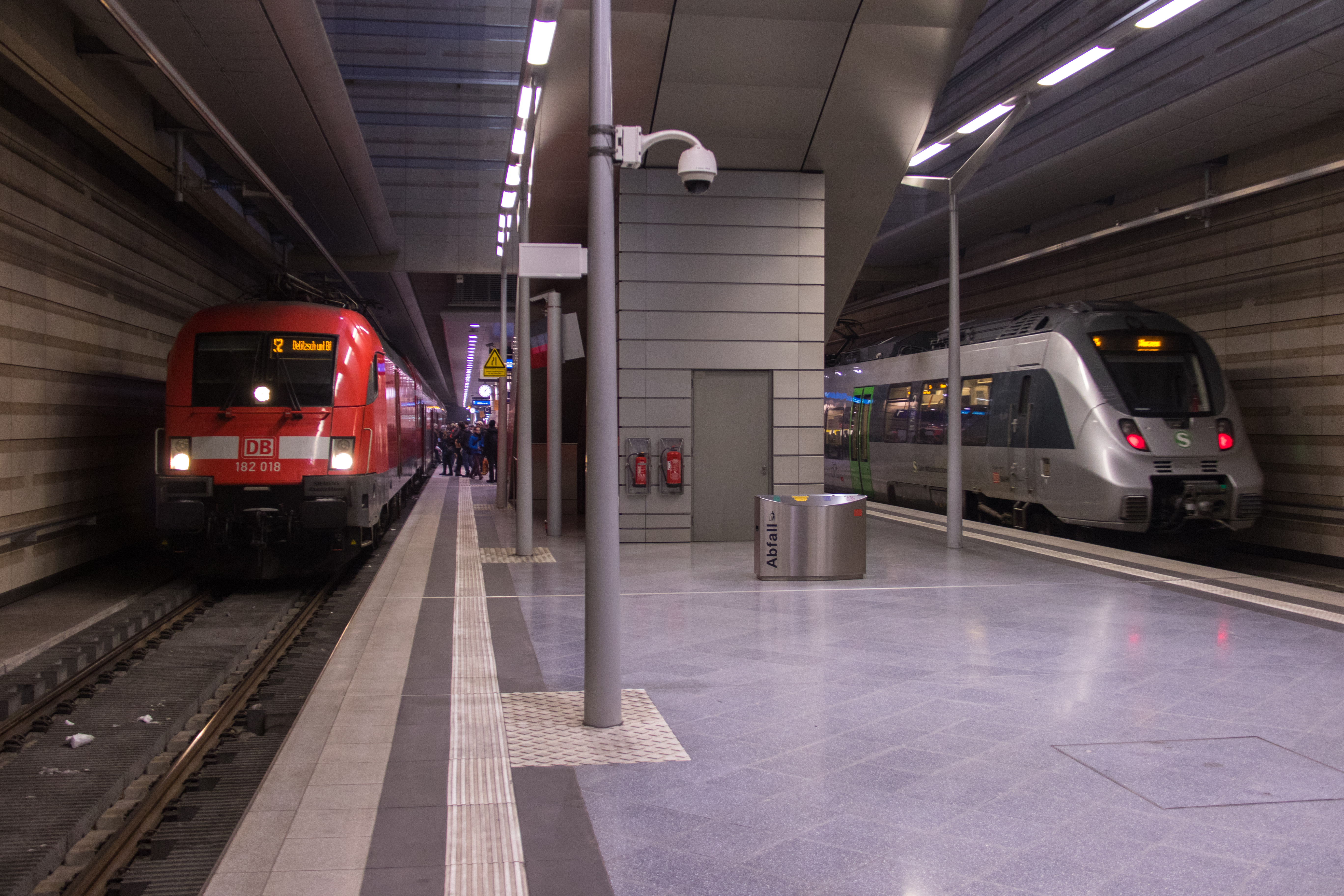
182 018 auf der Linie S2 der S-Bahn Mitteldeutschland Richtung Dessau Hbf im Leipzig Hbf (tief).

Ab 15. August 2011 wurden acht Lokomotiven von DB Regio auf der Linie S1 der S-Bahn Dresden eingesetzt, um dort ebenfalls die Fahrzeiten zu verkürzen. Bis zur vollen Verfügbarkeit aller Lokomotiven (Ausrüstung mit Nahverkehrspaket, Schulung der Triebfahrzeugführer) wurden Lokomotiven der Baureihe 145 eingesetzt. Das Haupteinsatzgebiet der Fahrzeuge war die S-Bahn-Linie S1 (Meißen-Triebischtal–Bad Schandau–Schöna), aber auch Einsätze als Ersatz für die Baureihe 442 auf dem RE50 Saxonia-Express auf der Relation Dresden–Leipzig waren die Regel. Zum 13. Dezember 2015 wurden die acht Dresdner Lokomotiven (182 016 bis 023) an den Betriebshof Magdeburg-Buckau abgegeben. Ersetzt wurden die Maschinen in Dresden durch ebenfalls acht Lokomotiven der Baureihe 146.0. Im September 2016 kamen zwei der ehemaligen Dresdner Lokomotiven (182 018 und 020) erneut im Dresdner S-Bahn-Verkehr auf der S-Bahn-Linie S2 zum Einsatz.
Die seit Ende 2009 auf der Strecke Cottbus–Falkenberg/Elster–Leipzig verkehrenden Fahrzeuge wurden ab Dezember 2011 wieder durch Lokomotiven der Baureihe 143 ersetzt und verkehrten seitdem auf der Linie RE 2 von Cottbus über Berlin nach Wittenberge/Wismar. Nach nur einem Jahr wurden die Lokomotiven von dieser Linie abgezogen und verkehrten ab dann mit fünf modernisierten Doppelstockwagen des Netzes „Stadtbahn“ auf der Linie RE 1 von Cottbus/Eisenhüttenstadt/Frankfurt (Oder) über Berlin, Potsdam und Brandenburg (Havel) bis nach Magdeburg Hbf, entsprechend den Vorgaben des Bestellers (Verkehrsverbund Berlin-Brandenburg). Der Cottbuser Bestand umfasst, rückwirkend zum 10. August 2016 die Maschinen 182 001 bis 006, 008, 010 bis 015, sowie die im Dezember 2014 aus Erfurt hinzugekommenen 182 024 und 025. Ihnen oblag neben der Bespannung der Züge für die Regional-Express-Linie „RE 1“ auch die Bespannung der täglichen IRE-Züge auf der Relation Berlin Ostbahnhof–Stendal–Uelzen–Hamburg Hbf. Im Gelegenheitsverkehr bespannten und bespannen sie immer noch private „Kreuzfahrerzüge“ von Warnemünde/Rostock nach Berlin und zurück.
Die seit 13. Dezember 2015 vom Bh Magdeburg-Buckau eingesetzten Maschinen 182 016 bis 023 fanden bis Anfang August 2016 auf der kombinierten S-Bahn-Linie S2 von Leipzig-Connewitz über Leipzig Hbf (tief), Delitzsch, Bitterfeld nach Dessau und weiter als Regionalbahn RB 42 über Roßlau (Elbe), Güterglück und Biederitz nach Magdeburg Hbf ein neues Einsatzgebiet. Sie verkehrten dort mit je drei Doppelstockwagen der „Elbe-Saale-Bahn“ als Ersatz für noch nicht gelieferte Triebwagen der Baureihe 442 für das Mitteldeutsche S-Bahn-Netz II.
Seit August 2016 werden auch die bei DB Regio Südost in Magdeburg nicht mehr benötigten acht Maschinen der Region Nordost übergeben, sodass in diesem Regionalbereich bis auf Weiteres alle Maschinen dieser Baureihe eine Heimat fanden. Darauf wurde die Versetzung einiger Maschinen zum Bh Rostock vorbereitet und durchgeführt, um die Triebfahrzeuge der Baureihe 120.2 abzulösen. Die 182 007 wurde zu Schulungszwecken bereits zum 3. Februar 2015 nach Rostock umbeheimatet, ihr folgte zum 10. August 2016 die 182 009, weitere Maschinen folgten darauf in Kürze. Mittlerweile wurden diese durch Triebfahrzeuge der Baureihe 146.2 ersetzt. Die der Baureihe 182 kamen daraufhin alle, bis auf 182 024 nach Cottbus. Im Jahr 2021 kamen sie ersatzweise, aufgrund von Fahrzeugmangels, nochmal für einzelne Umläufe auf den RE 10 zurück. 2022 gehörte ein Verstärkerzugpaar Berlin-Eberswalde–Angermünde–Prenzlau–Stralsund zu den Leistungen. Zu Schulungszwecken fand man sie ebenfalls 2022 noch auf dem RE 7-Verstärkertakt Bad Belzig–Berlin Ostkreuz–Bad Belzig.
Im Laufe des Jahres 2022 wurden sie im Werk Dessau modernisiert und mit „Colibri“ ausgestattet, die dazugehörigen Doppelstockwagen im Werk Wittenberge. Seit dem Fahrplanwechsel des 11. Dezember 2022 verkehren sie zusammen mit den modernisierten Doppelstockwagen der Baujahre ab 1997 und 2003 sowie bis zur vollständigen Auslieferung derer auch mit unmodernisierten Doppelstockwagen der Baujahre ab 1995, 1997 und 2003 im Netz Elbe-Spree. Ausgenommen ist davon bisher die 182 012, welche seit 2022 schadhaft in Dessau steht.
Das Haupteinsatzgebiet besteht aus den Linien:
RE 2: Cottbus – Nauen (frühmorgens ein Zuglauf zum BER)
RE 7 V: (Cottbus –) Lübbenau – (↔ Friedrichstraße) – (Wannsee ↔) – Bad Belzig
RB 10: Südkreuz – Nauen
RB 14: Südkreuz – Nauen
Ersatzweise verkehren sie auch auf den Linien:
RB 32N: Oranienburg – Schönefeld (b Berlin)
FEX: Berlin Hauptbahnhof – Berlin Gesundbrunnen – Ostkreuz – Flughafen BER
RB 32S: Flughafen BER – Ludwigsfelde
RB 24S: Flughafen BER – Wünsdorf-Waldstadt
Ab voraussichtlich 2025 zusätzlich:
RE20 Cottbus – Flughafen BER
Als 26. Lokomotive der DB gehört die 182 506 seit 2013 der DB Systemtechnik und wird vor RAILab-Messzügen eingesetzt.

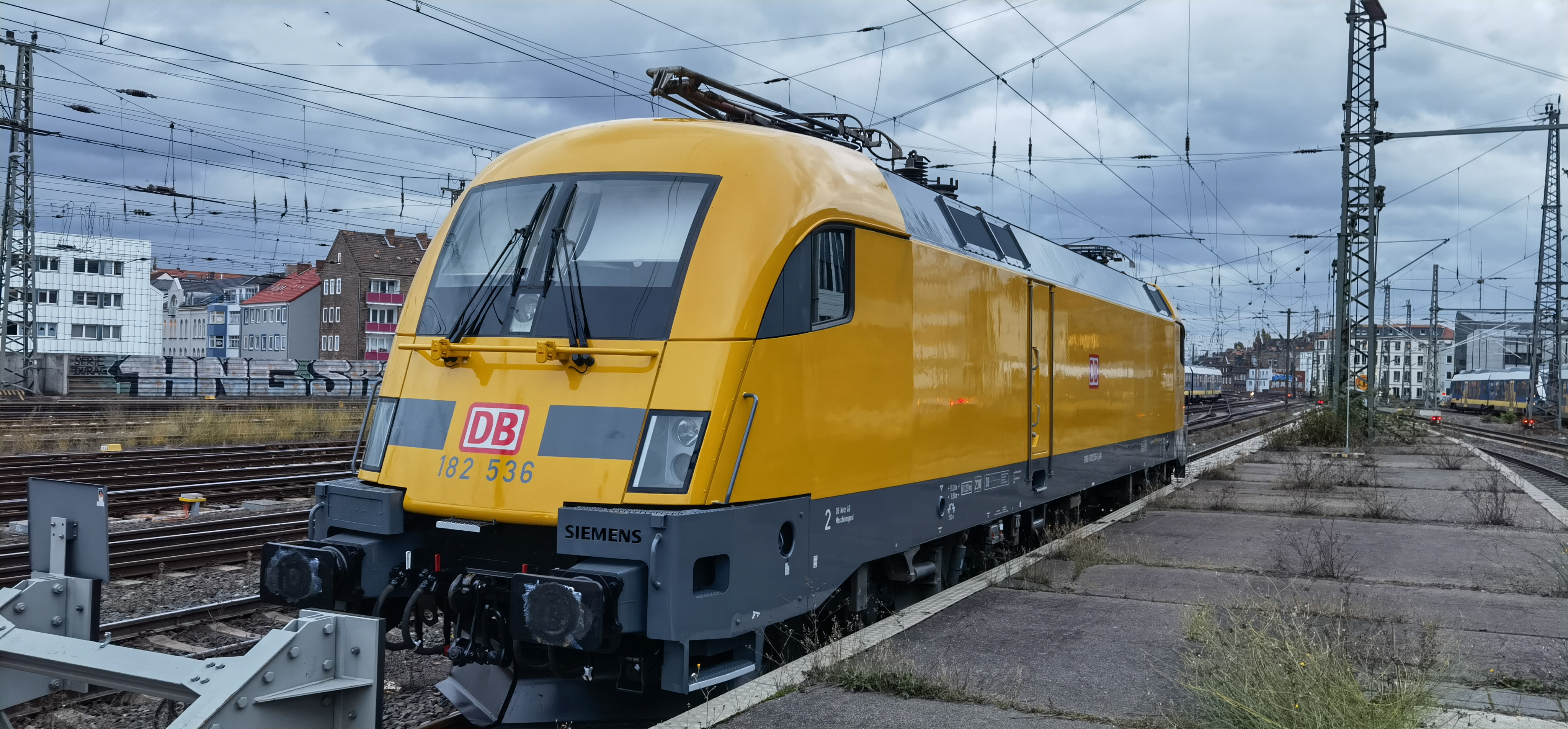
182 536 der DB Netz AG

Im Dezember 2020 verkaufte MRCE die Lokomotiven 182 535 und 182 536 an die DB Netz AG.

### Weitere Betreiber in Deutschland
Weitere 60 Lokomotiven dieser Bauart gehören zum Dispolok-Pool und werden an verschiedene Bahngesellschaften vermietet, u. a. an NetLog/boxXpress.de, HKX, Hupac AG, Rail4captrain, RBH Logistics sowie TX Logistik.
Die Hupac entschied sich recht schnell, die von Siemens angemietete Lok zu kaufen und erwarb darüber hinaus noch zwei weitere.
Seit 2009 besteht bei DB Fernverkehr ein Mangel an Hochgeschwindigkeitslokomotiven für den Intercity-Verkehr. Obwohl die damalige Schwestergesellschaft DB Schenker Rail (heute DB Cargo) in der Finanz- und Wirtschaftskrise 2009 ihre 25 Siemens ES64U2 nicht benötigte, mietet DB Fernverkehr die Lokomotiven ebenfalls bei MRCE und bezeichnet sie seitdem intern als Baureihe 117. Waren es Anfang 2009 nur vier Lokomotiven, mietete das Unternehmen Anfang 2010 bereits 17 Lokomotiven.
In Deutschland sind zwei Lokomotiven im Bestand der Mittelweserbahn.
Das Unternehmen Flixmobility setzt für seine auf der Strecke Köln–Hamburg eingesetzten Reisezugwagen eine ES64U2 in den Unternehmensfarben ein. Flixtrain befährt die Strecke seit 24. März 2018.

### Ungarn
Die ungarische MÁV besitzt zehn dort als Reihe 470 (vormals 1047) bezeichnete Lokomotiven. Die erste Maschine ging im März 2002 in Betrieb. Obgleich die Maschinen auch die Zulassung für Österreich und Deutschland besitzen, stellen sie einen Sonderfall unter den ES64 U2 dar, da die MÁV explizit auf den Einbau von LZB-Fahrzeuggeräten verzichtete und die Lokomotiven in Österreich und Deutschland zwar für eine Höchstgeschwindigkeit von 230 km/h zugelassen sind, aber wegen fehlender LZB- und ETCS-Ausrüstung als führendes Fahrzeug nur 160 km/h fahren dürfen. Die 470 010 trägt aktuell Werbefolien von „Aranycsapat“.
Ab 2023/2024 wird MÁV-START neun zusätzliche gebrauchte ES64 U2 von Akiem leasen und damit ihren Bestand auf insgesamt 24 Lokomotiven erweitern.
Als Reihe 470.5 (vormals 1047.5) führt die ungarisch-österreichische GySEV ihre fünf Maschinen, die aber nicht die Besonderheit der MÁV-Maschinen aufweisen. Die GySEV beklebte ihre Lokomotiven mit Werbefolien, so waren/sind die 470 501 175 Jahre Kaiserin Sisi, die 503 125 Jahre Liszt, die 504 Joseph Haydn und die 505 István Széchenyi in Österreich und Ungarn zu bestaunen.
Von 2005 bis 2015 wurden die fünf Lokomotiven 1116 061 bis 065 von den ÖBB geleast. Nach einem Totalschaden der 1116 062 (in Tarvis entrollt, in Villach-Fürnitz mit 140 km/h in einem Bogen entgleist und überschlagen) wurde als Ersatz die 1116 060 bereitgestellt.

### Schweden
Die schwedische Hector Rail besitzt sieben Lokomotiven der Baujahre 2000 bis 2002, die dort als Baureihe 242 bezeichnet werden. Sie sind ETCS-Level-2- und zweifrequenzfähig (15 kV, 16,7 Hz / 25 kV, 50 Hz). Diese Lokomotiven wurden seit 2010 in mehreren Chargen von MRCE gekauft. Sie besitzen eine Zulassung für Deutschland und Österreich sowie vormals für Schweden. Für den Einsatz in Schweden waren sie mit den erforderlichen Zugbeeinflussungseinrichtungen ausgestattet worden und konnten in diesem Zustand nicht in Deutschland verkehren. 2018 wurden die Hector-Rail-Taurus in Schweden durch neu erworbene Vectron (Hector Rail 243) ersetzt. Die für Schweden ausgestatteten Lokomotiven wurden wieder mit den Zugbeeinflussungseinrichtungen für Deutschland und Österreich ausgerüstet, sie sind seitdem wieder in Deutschland und Österreich im Einsatz. Die Lokomotiven können in diesem Zustand nicht ohne weiteres wieder in Schweden eingesetzt werden und besitzen neben der Baureihenbezeichnung und Nummer einen einprägsamen Namen, z. B.: „Lightyear“. Neben dem Güterverkehr wurden die Hector-Rail-Lokomotiven für die Beförderung verschiedener privater Fernzüge eingesetzt, wie den Zügen der Gesellschaft Snälltåget in Schweden und am Anfang dem Locomore- sowie Flixtrain-Fernzug in Deutschland.

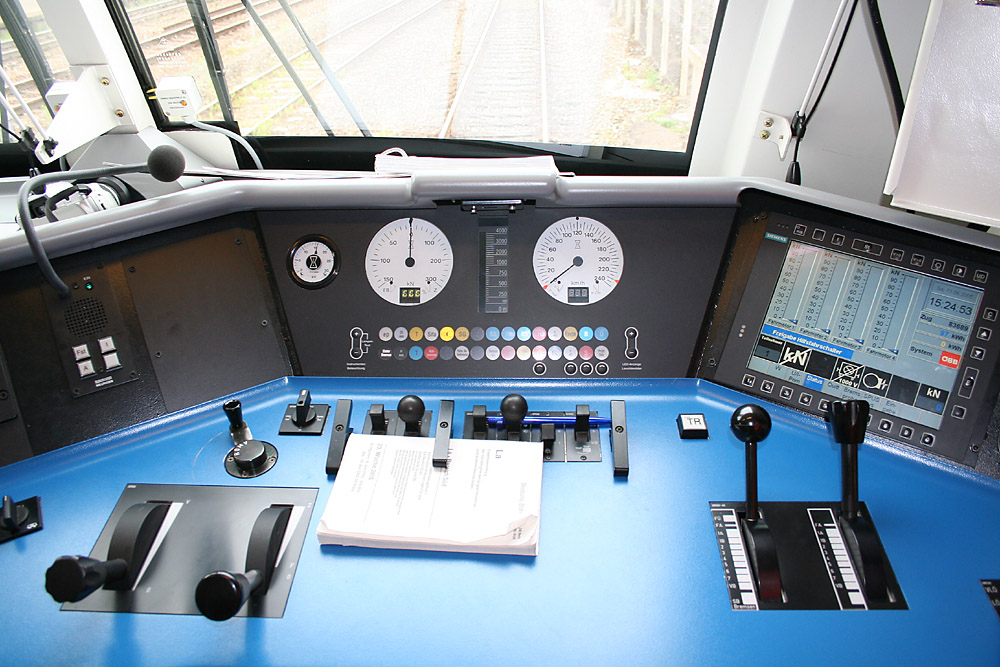
Führerstand einer ES64U2 Taurus
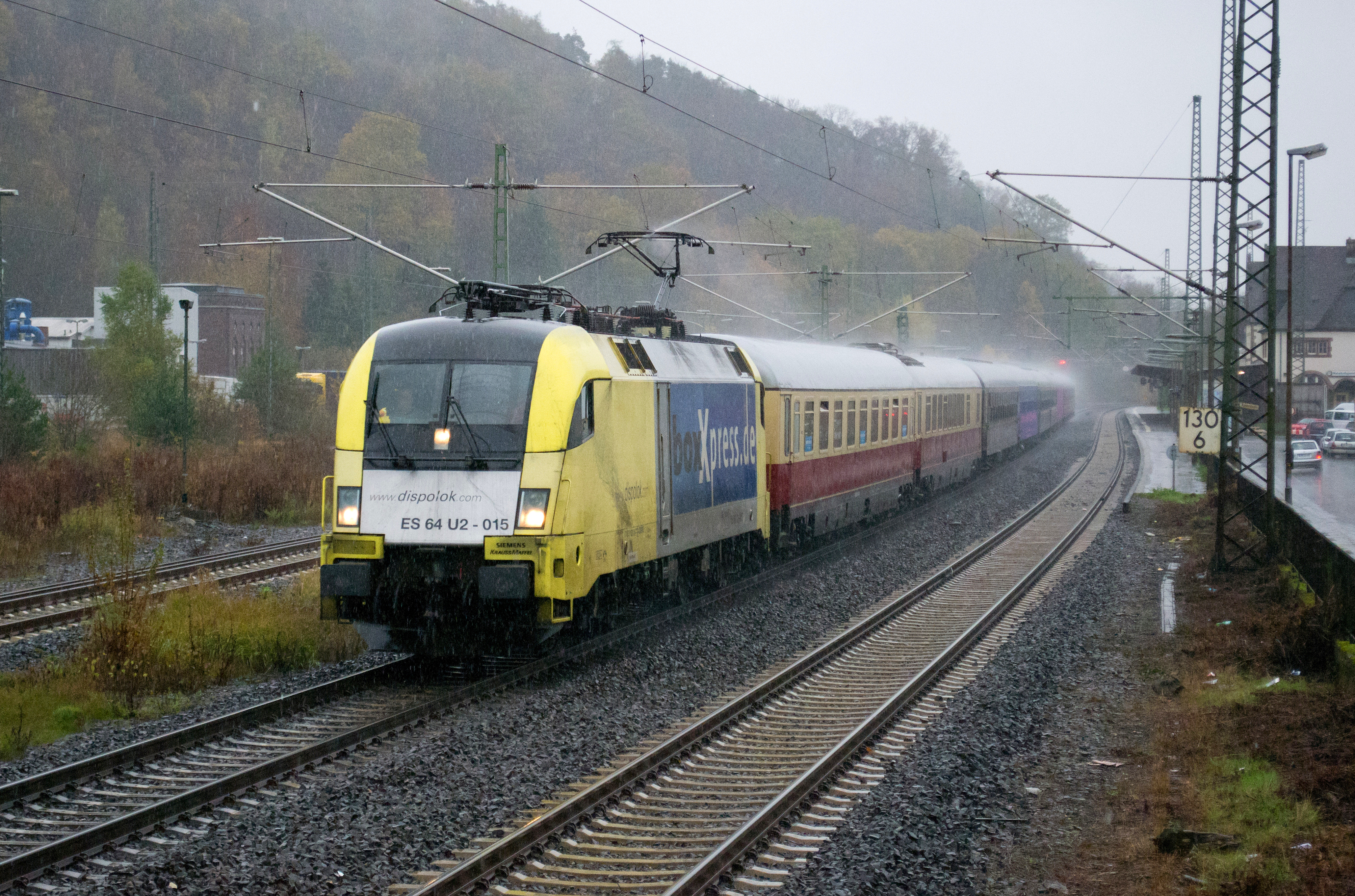
Der EuroSprinter ES64U2–015 von MRCE Dispolok mit BoxXpress-Beklebung vor einem Sonderzug auf der Dillstrecke in Herborn.
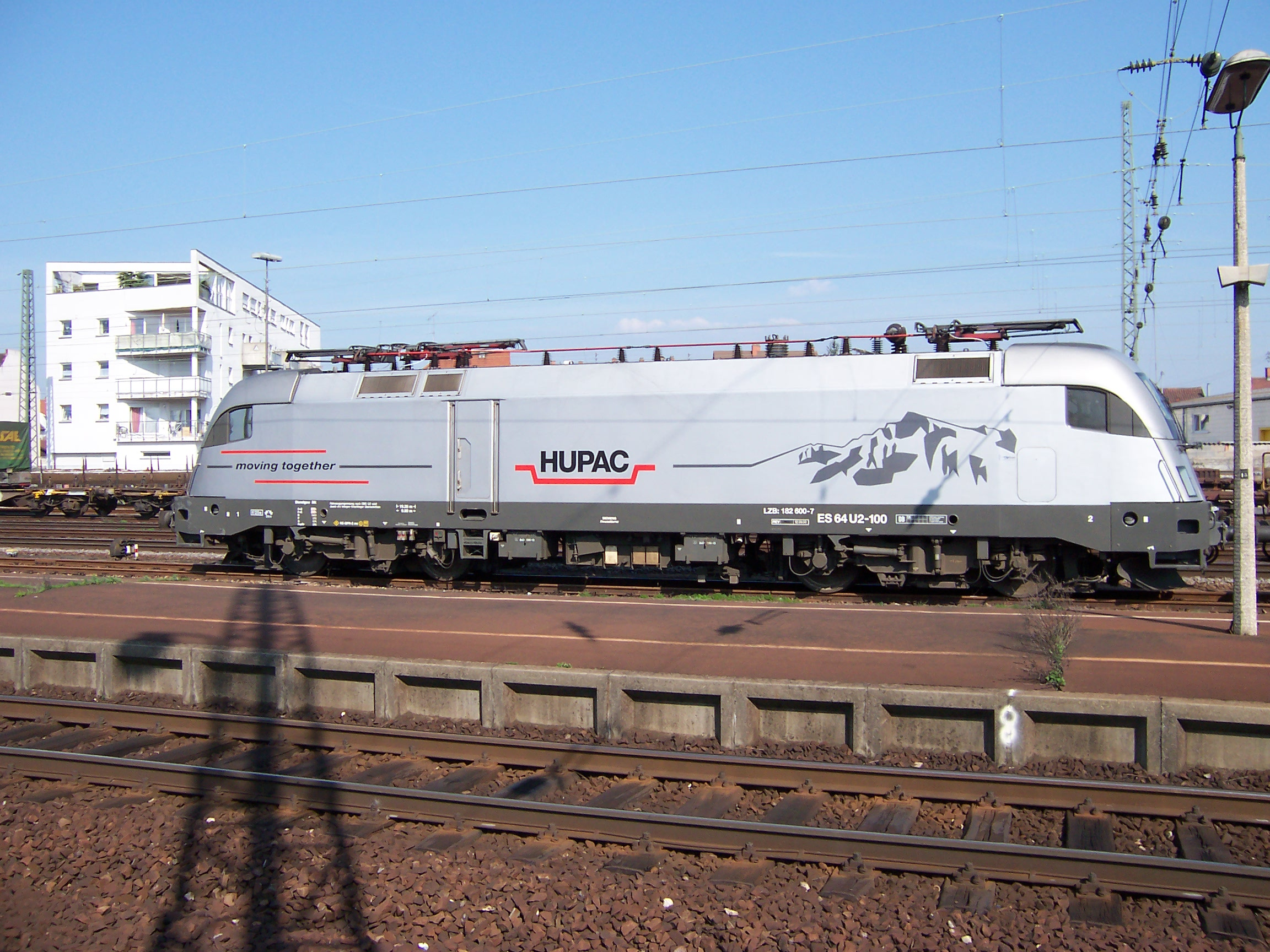
ES64U2 der Hupac AG
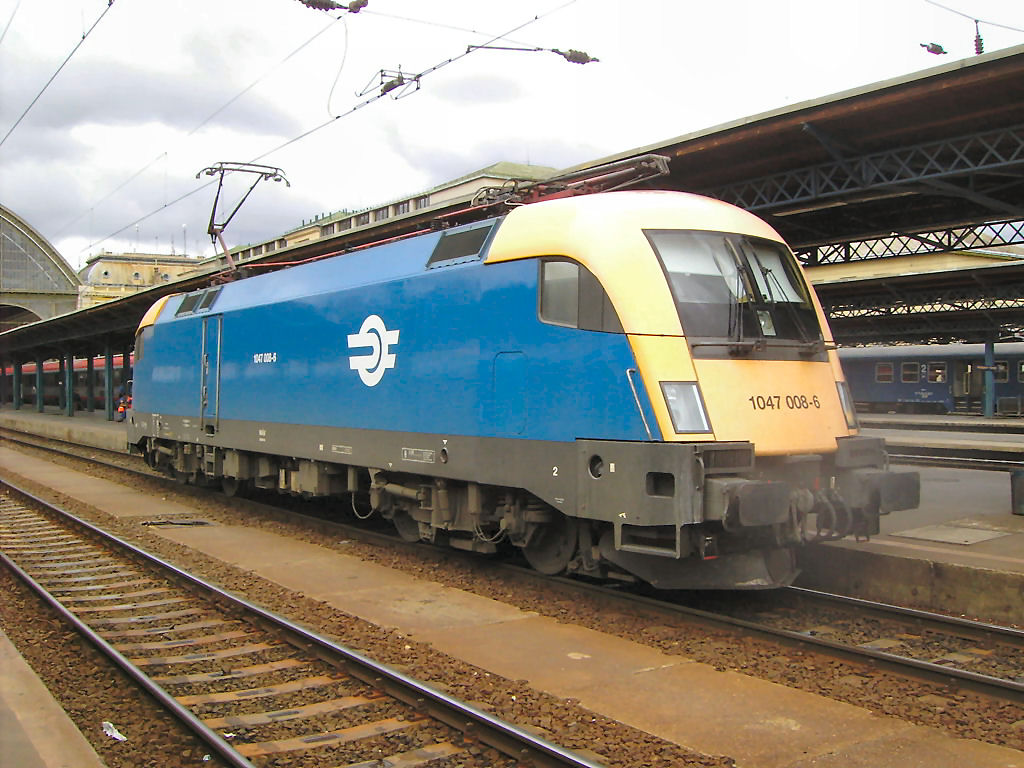
1047 008 der MÁV
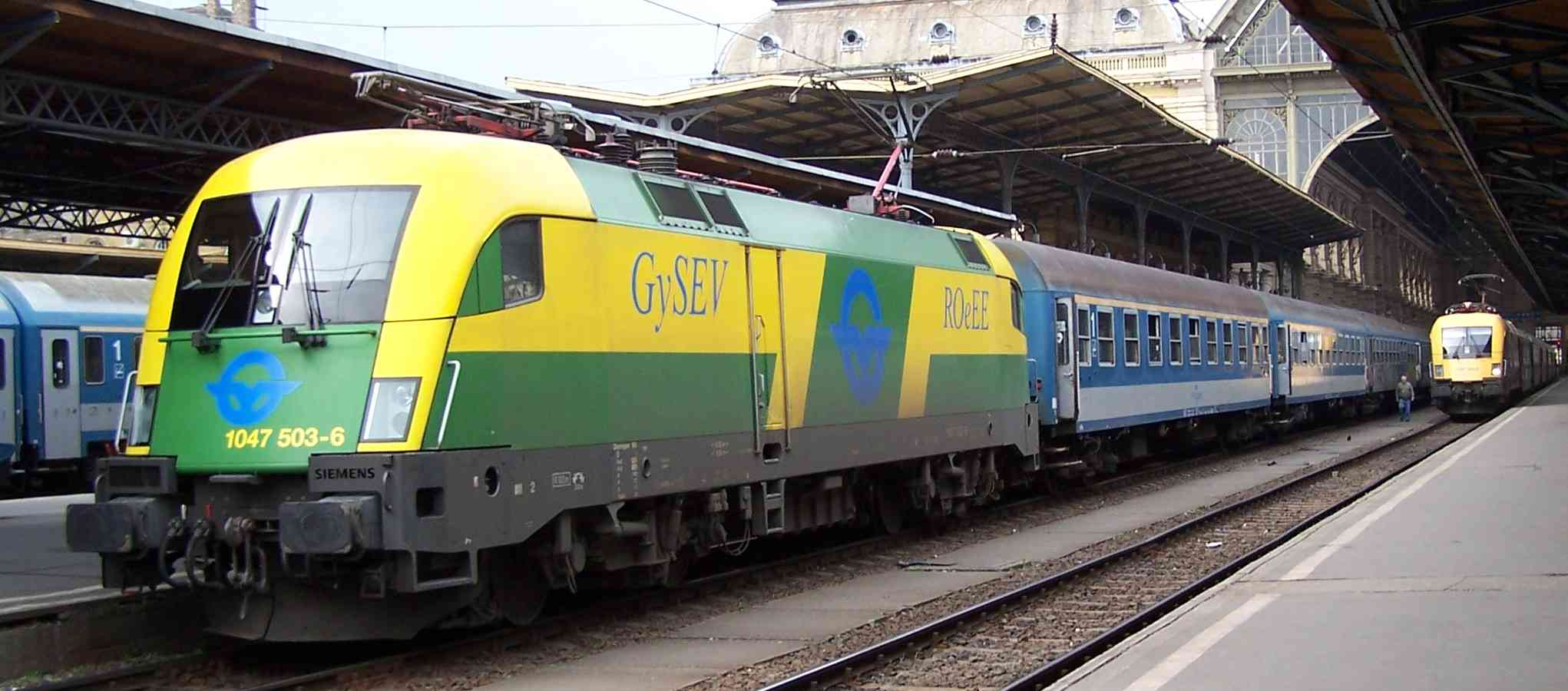
ES64U2 der GySEV
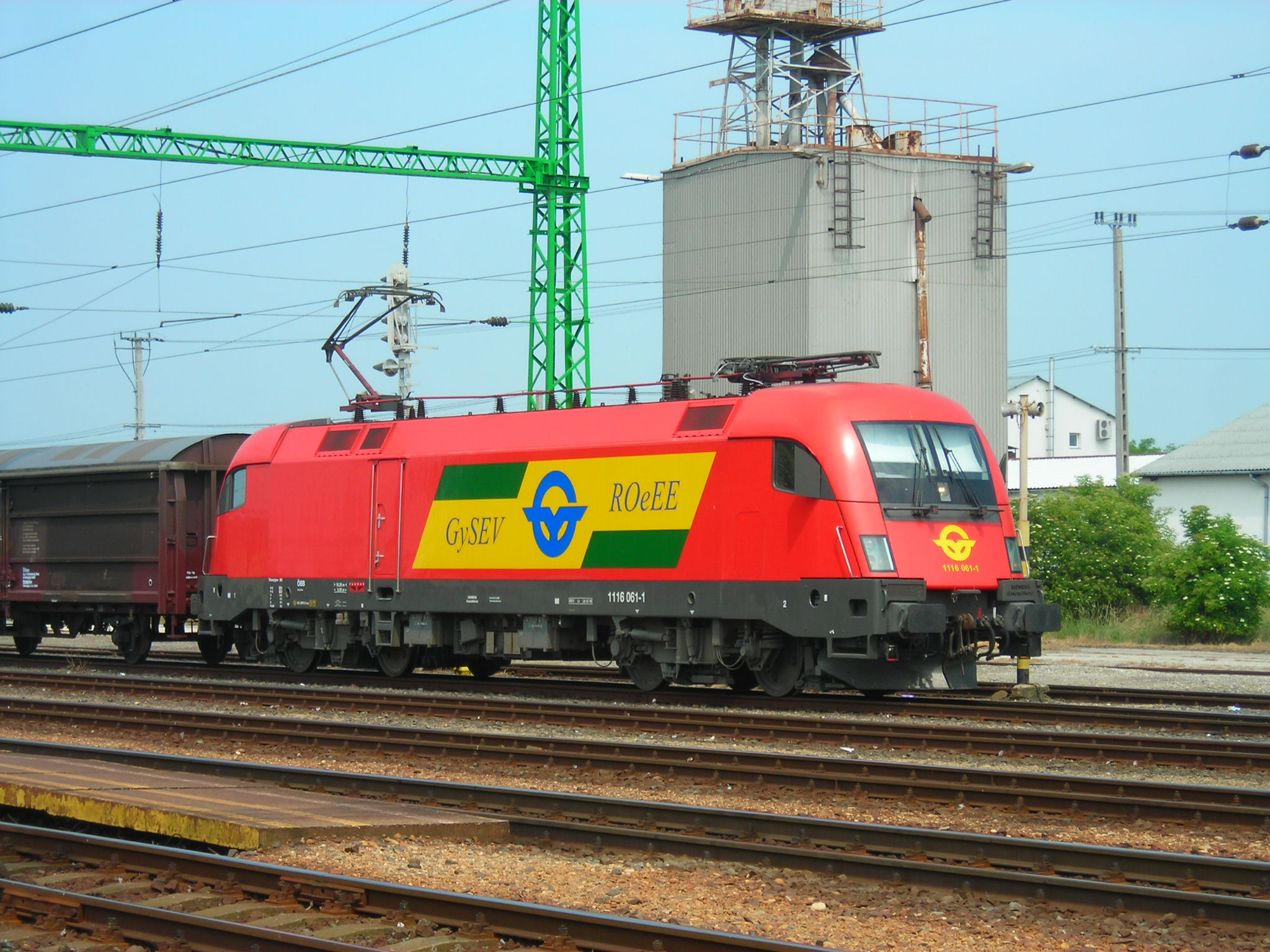
An die GySEV vermietete 1116 061 der ÖBB
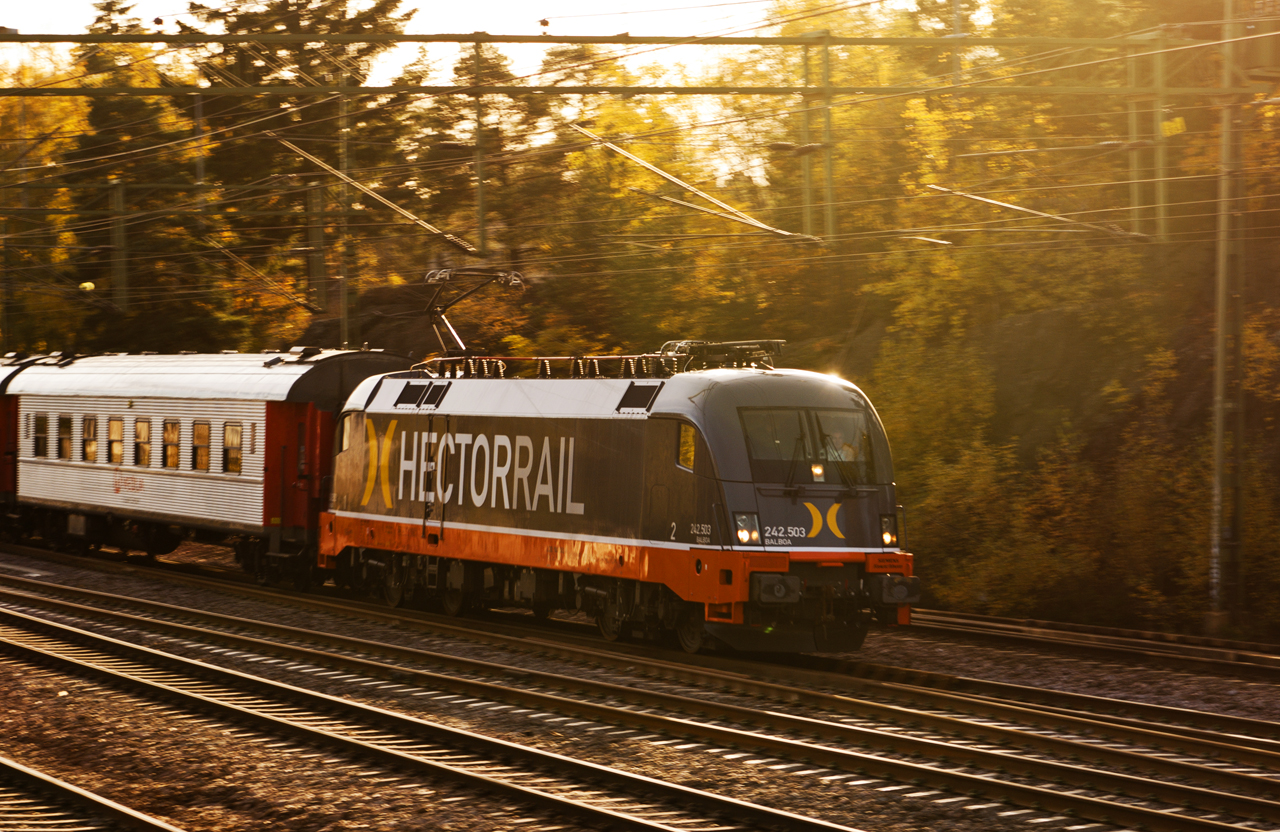
ES64U2 der Hector Rail
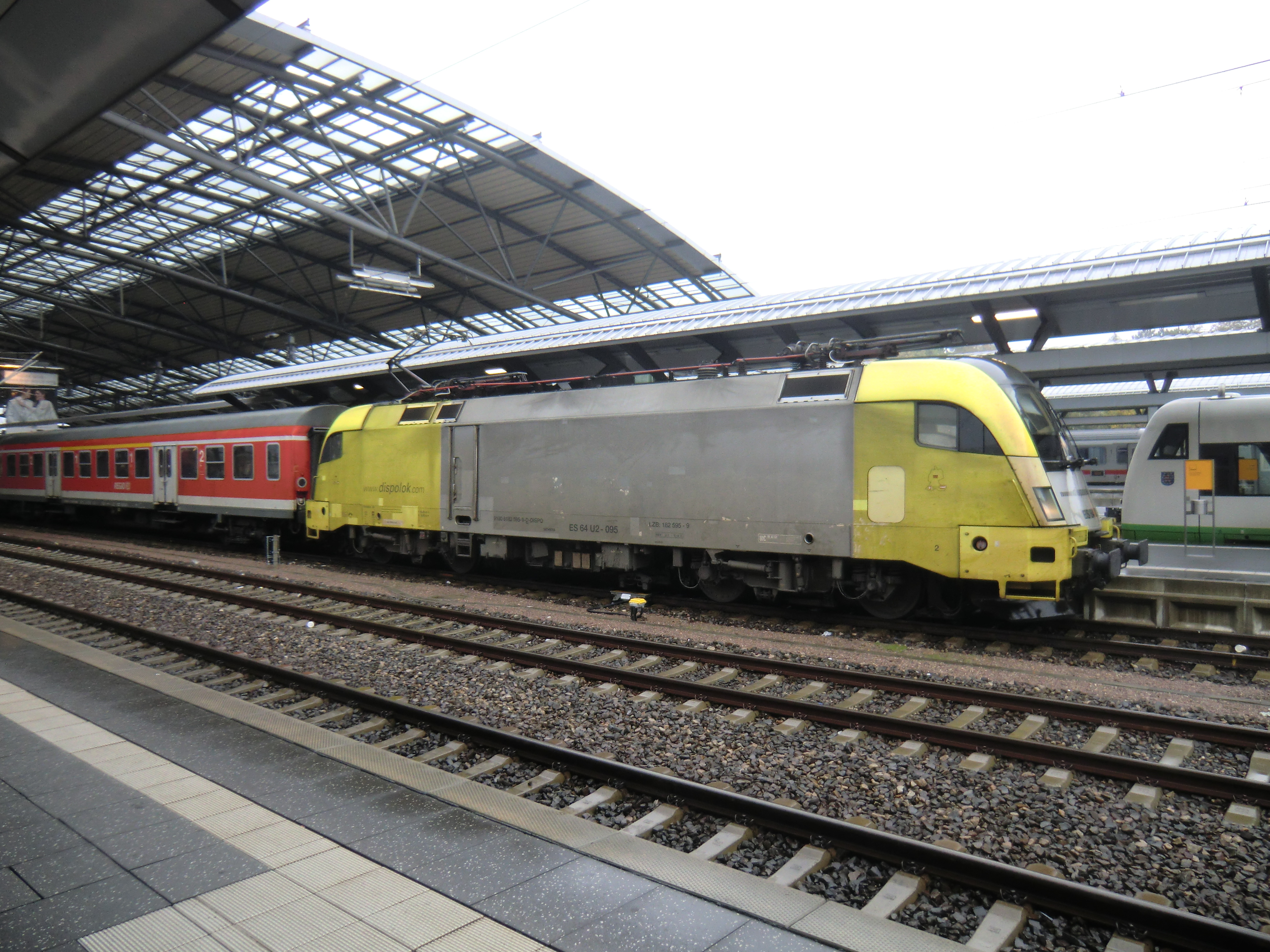
ES64U2-095 (182 595) von MRCE Dispolok im Einsatz für DB Regio auf der Linie RB 20 in Erfurt.
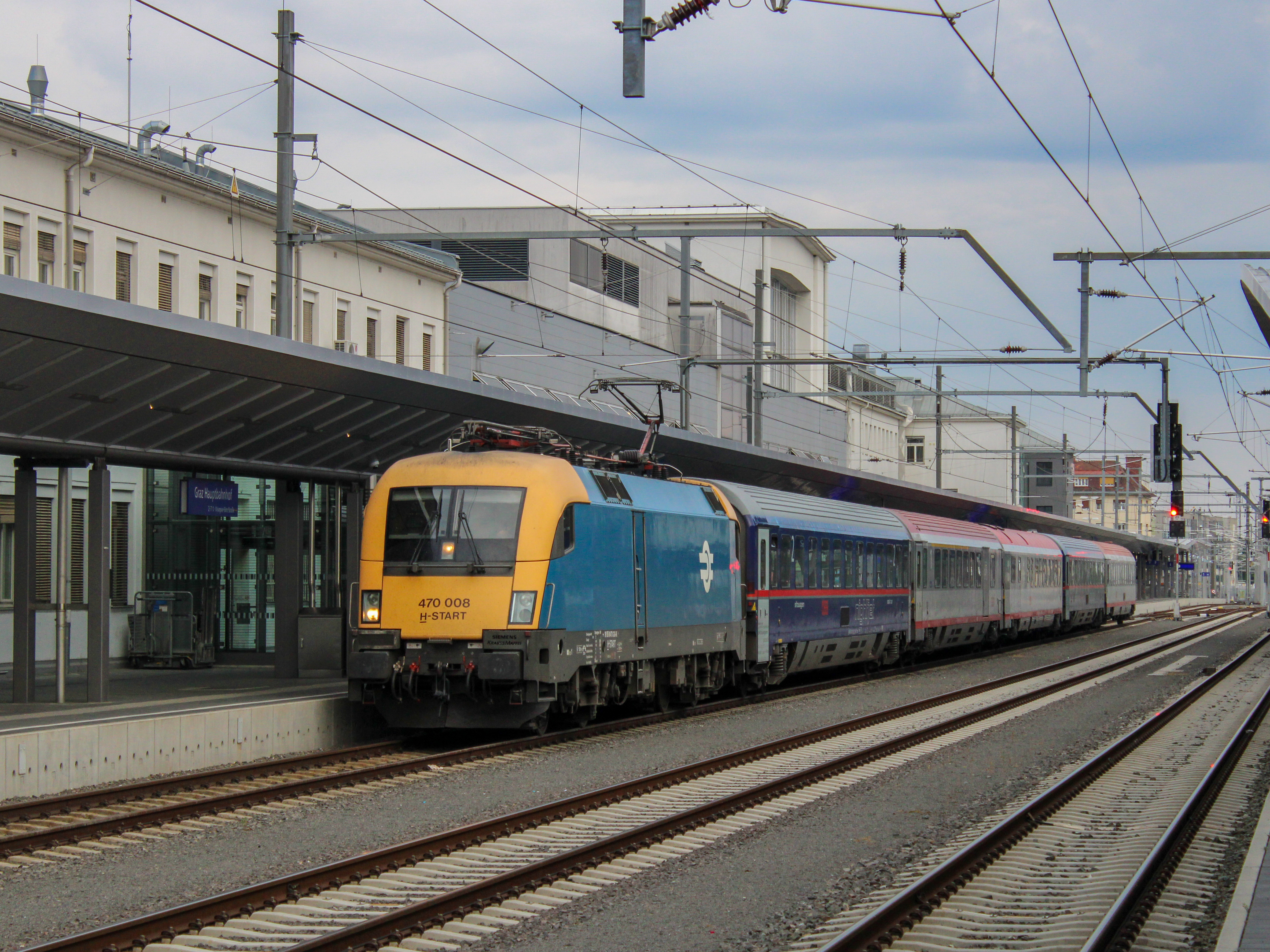
470 008 der MÁV in Graz Hauptbahnhof

### Ehemalige Verwendung
Die Nord-Ostsee-Bahn bespannte von 2002 bis 2005 mit Taurus-Lokomotiven der ÖBB die Züge des Flensburg-Express zwischen Hamburg und Padborg.
Ab dem Betriebsstart von Abellio auf der RB 40 des VRR im Dezember 2005 kamen ES64 U2 von Siemens Dispolok zum Einsatz, die im Sommer 2007 sukzessive von Stadler Flirts abgelöst wurden. Stammlokomotiven in SDL-Standardlackierung mit Abellio-Aufklebern waren die ES64 U2-045, -046 und -047, die im Jahre 2007 durch die ES64 U2-095 ergänzt bzw. abgelöst wurden.
Beim Betriebsstart des Meridian fuhren zwei ES64 U2 von Siemens Dispolok als Wendezug mit vier Dosto-Wagen des Metronom.

### Weitere Entwicklungen
Eine Weiterentwicklung ist die Siemens ES64U4, die als Dreisystem-Universallokomotive für Wechselspannungen von 15 und 25 kV sowie 3 kV Gleichspannung ausgelegt ist, bei Bedarf aber auch als Viersystemlokomotive gebaut werden kann. Diese Lokomotiven sind an zwei Einstiegstüren pro Seite, die in die Führerstände führen, erkennbar. Arriva beschaffte für den ALEX-Verkehr eine reine Zweifrequenzvariante als Baureihe 183, die aber alle sonstigen Verbesserungen enthält.
Ab Ende 2005 wurden fünf Lokomotiven mit Zugbeeinflussungseinrichtungen für Bulgarien, die Türkei, Serbien und Kroatien ausgerüstet.

## Technische Merkmale

### Allgemeines
Die Fahrzeuge des Typs ES64U2 sind Streckenlokomotiven für den interoperablen Personen- und Güterverkehr mit zwei Endführerräumen und der Radsatzanordnung Bo’Bo’. Zwischen den Führerräumen befindet sich der Maschinenraum mit einem geraden Mittelgang, der die beiden Führerräume verbindet und an dessen Seiten die Maschinen- und Hilfsanlagen angeordnet sind. In einem Kanal unter dem Mittelgang verlaufen die elektrischen Steuer- und Druckluftleitungen. Der Haupttransformator hängt unterflur zwischen den beiden Drehgestellen.
Die Maschinen sind für Wendezüge und Mehrfachtraktion ausgelegt. Die Lokomotiven können Neigungswechsel mit Wannenausrundung ab 300 m, Kuppen bereits ab 250 m befahren.

### Wagenkasten
Der selbsttragende Wagenkasten ist in Stahl-Differentialbauweise ausgeführt und besteht aus den Hauptbaugruppen Untergestell, den beiden Führerhäusern und den beiden Seitenwänden. Das Untergestell besteht aus zwei äußeren und einem mittleren Längsträger mit Kopfstücken an den Enden und Querträgern für die Drehgestelle und den Haupttransformator. Die Längsträger sind als geschweißte Hohlträger ausgeführt. Die Kopfstücke nehmen die Zug- und Stoßeinrichtung auf und sind als Deformationselemente ausgebildet. Als Stoßeinrichtung wurden Hochleistungspuffer mit Energieverzehrelementen eingesetzt. Zur Übertragung der Zug- und Bremskräfte zwischen Wagenkasten und Drehgestell werden Drehzapfen mit rundem Querschnitt verwendet. Die Seitenwände bestehen aus einer verrippten Blechkonstruktion. In der Seitenwand befinden sich auch die Einstiegstüren der Lokomotiven, die in den Maschinenraum führen.:50-57

### Drehgestelle

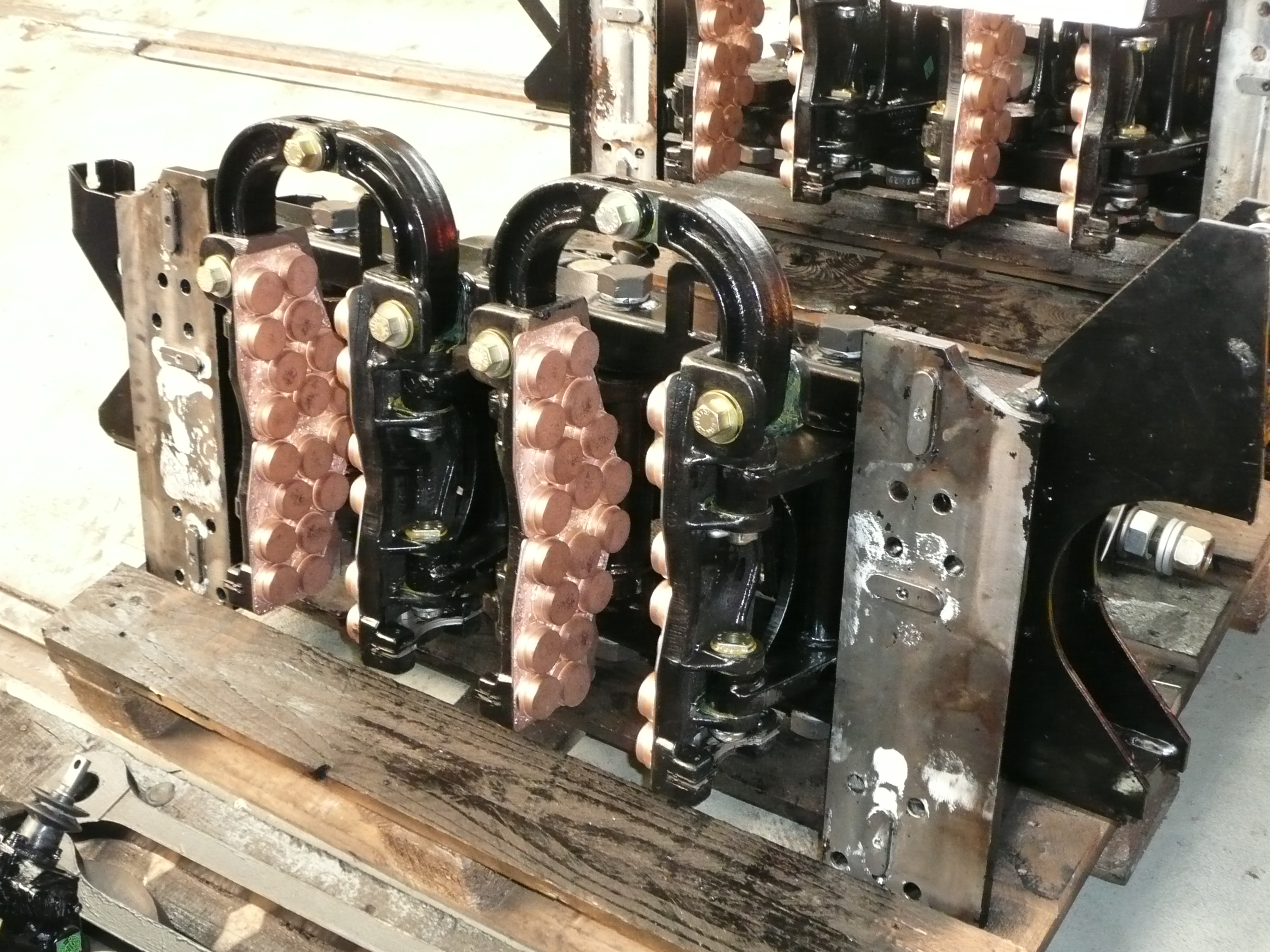
Bremszylindereinheit für die Bremswelle im AW Dessau

Die beiden Drehgestelle sind als vollständig geschweißte, geschlossene Rahmenkonstruktion ausgeführt. Die beiden gekröpften Drehgestell-Langträger sind durch zwei Kopfquerträger und einen Mittelquerträger miteinander verbunden. In den Mittelquerträger taucht der tiefangelenkte, runde Drehzapfen ein, der die horizontalen Kräfte zwischen Drehgestell und Wagenkasten aufnimmt. Der Wagenkasten stützt sich über insgesamt acht paarweise quer zur Fahrtrichtung angeordnete Flexicoil-Schraubenfedern auf die Drehgestelle ab. Die Primärfederung zwischen Drehgestellrahmen und Radsatzlagergehäuse erfolgt je Fahrzeugseite über zwei kurze Schraubenfedern mit Dämpfern. Die Übertragung der Längskräfte erfolgt über einseitig angeordnete, horizontale Dreieckslenker. Diese haben in Längsrichtung eine geringere Federsteifigkeit als in Querrichtung, bedingt durch die besondere Form der Silentbuchsen an den Radsatzlagern. Dadurch wird eine passive Radialstellung der Radsätze bei Bogenfahrten erreicht.:58-67
Der Antrieb der Lok erfolgt über einen vollabgefederten Hohlwellenantrieb, vom Hersteller Hochleistungsantrieb mit abgefederter Bremswelle (HAB) genannt. Die Fahrmotoren, die Getriebegehäuse mit Ritzel und Großrad sowie die Bremswellenaggregat sind als Einheit im Drehgestellrahmen an drei Punkten gelagert: am Mittelquerträger und über zwei Pendelstützen an den Kopfquerträgern. Das Drehmoment wird vom Motorritzel auf das Großrad und von dort über ein Gummigelenk-Kardanlenker und einen Gabelstern auf die Hohlwelle übertragen. Am anderen Ende der Hohlwelle wird das Drehmoment wiederum über ein Gummigelenk-Kardanlenker und einen Gabelstern auf den Radsatz übertragen. Vom Großrad wird über ein zusätzliches Zahnrad je Radsatz eine Bremswelle mit je zwei Bremsscheiben angetrieben. Die Bremszangen sind ebenfalls Bestandteil der HAB-Einheit. Damit sind nur der Radsatz selbst und ein Teil der Hohlwelle ungefederte Massen.:58-67
Einige Lokomotiven wurden mit aktiven Drehdämpfern ausgerüstet.

### Dächer
Vier abnehmbare Dachsegmente bilden das Dach über dem Maschinenraum und tragen einen Teil der Hochspannungsausrüstung. Auf den beiden äußeren Dachsegmenten sind die Stromabnehmer angeordnet. Zusätzlich zu den beiden äußeren Stromabnehmern, wurden bei einigen ÖBB-Lokomotiven auf dem Dachsegment 1 beim Führerraum 1 ein dritter Stromabnehmer mit einer von den beiden anderen Stromabnehmern abweichenden Wippe vorgesehen. Auf dem vierten Dachsegment befinden sich neben dem Stromabnehmer auch der Hauptschalter mit integriertem Erdungsschalter, der Überspannungsableiter sowie die Dachdurchführung. Auf den beiden mittleren Dachsegmenten befinden sich jeweils die Kühlanlagen-Lufteinlassgitter und auf Dachsegment 3 der Oberspannungswandler. Die Verbindung der einzelnen Komponenten auf dem Dach erfolgt über Stromrohre.:57-58, 90-93

### Hauptstromkreis
Die Stromabnehmer sind mit dem Vakuumhauptschalter verbunden, der wiederum über eine Hochspannungsleitung mit dem unterflur angeordneten Haupttransformator verbunden ist. Der Haupttransformator ist mit einer Primärwicklung und neun Sekundärwicklungen ausgestattet, davon sechs Traktionswicklungen, eine Hilfsbetriebewicklung 344 V, eine Hilfsbetriebewicklung 200 V und eine Zugsammelschienenwicklung. Die Sekundärwicklungen der Zweispannungsvariante sind jeweils mit einer Zwischenanzapfung ausgestattet, zwischen denen mit Hilfe von Schützen umgeschaltet wird, so dass sowohl bei einer Fahrleitungsspannung von 25 kV als auch bei 15 kV sekundärseitig die gleiche Spannung anliegt. Die Leistungselektronik der Traktionsstromrichter ist in GTO-Technik ausgeführt. Jeweils ein Stromrichtersatz versorgt die Fahrmotoren eines Drehgestells. Ein Traktionsstromrichter besteht aus drei Netzstromrichtern, die jeweils mit einer Sekundärwicklung verbunden sind und als Vierquadrantensteller arbeiten, einem Gleichspannungszwischenkreis und zwei Motorstromrichtern, die jeweils einen Fahrmotor speisen. Zur Glättung der Gleichspannung im Zwischenkreis sind Stützkondensatoren und Saugkreisdrosseln vorhanden. Die Motorstromrichter wandeln den Gleichstrom in Dreiphasenwechselstrom um und versorgen die Fahrmotoren einzeln. Dadurch können diese auch einzeln geregelt und der Kraftschlussbeiwert Rad-Schiene optimal ausgenutzt werden.:90-102
Beim Einsatz der dynamischen (elektrischen) Bremse schalten die Fahrmotoren in den Generatorbetrieb und erzeugen elektrischen Strom, der von den Motorstromrichtern gleichgerichtet und in den Zwischenkreis eingespeist wird. Die Netzstromrichter wandeln die elektrische Energie so um, dass sie in die Fahrleitung eingespeist werden kann. Dies ermöglicht eine Bremsstromrückspeisung mit einer theoretischen Bremsleistung von 6,4 MW. Aus Gründen der Entgleisungssicherheit ist die Bremskraft auf 150 kN begrenzt.:102

### Hilfsanlagen
Aus der 344 V-Hilfsbetriebewicklung des Haupttransformators werden die vier Hilfsbetriebeumrichter (HBU) gespeist, die die Hilfsbetriebe mit Drehstrom versorgen. Zwei Hilfsbetriebeumrichter haben Ausgänge mit einer variablen Frequenz zwischen 2 und 60 Hz und einer Spannung bis zu 440 V, die beiden anderen Hilfsbetriebeumrichter haben Ausgänge mit einer festen Frequenz von 60 Hz und einer Spannung von 440 V. Die Verbraucher des Hilfsbetriebenetzes sind auf die vier Hilfsbetriebeumrichterausgänge verteilt. Die frequenzvariablen Ausgänge steuern die Fahrmotorlüfter und die Kühlanlagenlüfter. Die frequenzfesten Ausgänge versorgen den Luftpresser, die Hilfsbetriebeumrichterlüfter, die Kühlmittelpumpen und die Lüfter der Stromrichter, die Kühlmittelpumpen des Haupttransformators, die Hochdrucklüfter für den Druckschutz in den Führerraumen, die Klimaanlagen und über einen Trenntransformator die 220 V-Verbraucher. Die Frequenz des frequenzvariablen Hilfsbetriebsnetzes wird dem Leistungsbedarf angepasst. Die 200 V-Hilfsbetriebewicklung des Haupttransformators versorgt das 110 V-Batterieladegerät und die Zusatzheizungen.:102-104
Neben dem Drehstromnetz verfügen die Fahrzeuge über ein 110 V-Bordnetz, das vom Batterieladegerät gespeist wird. Die Verbraucher des 110 V-Bordnetzes sind in Gruppen zusammengefasst, die jeweils über Schütze geschaltet werden. Einige Verbraucher sind direkt an die Batterie angeschlossen.:102-104
Die Zugsammelschiene wird über eine eigene Sekundärwicklung im Haupttransformator versorgt. Diese verfügt bei der Zweispannungsvariante über eine Zwischenanzapfung, mit der bei einer Fahrleitungsspannung von 25 kV zwischen 1000 V und 1500 V mit Hilfe von Schützen umgeschaltet werden kann.:90-102
Um die entstehende Abwärme abzuführen, sind die Lokomotiven mit verschiedenen Kühleinrichtungen ausgestattet. Die Stromrichter und der Haupttransformator werden über zwei Kühlanlagen im Maschinenraum gekühlt. Diese sind jeweils mit einem Wärmetauscher für einen Stromrichter- und einen Transformator-Kühlkreislauf sowie einem Lüfter ausgestattet. Der Lüfter saugt die Kühlluft über das Dach an, drückt sie durch die Wärmetauscher und bläst sie unterflur wieder aus. Als Kühlmittel wird für den Stromrichter Wasser mit einem Kälte- und Korrosionsschutzmittel und für den Haupttransformator ein Isolieröl verwendet. Die Fahrmotoren werden jeweils durch einen eigenen Fahrmotorlüfter gekühlt. Diese sind im Maschinenraum angeordnet und saugen die Kühlluft über Abscheidegitter in den Dachschrägen an. Über Faltenbälge wird die Luft aus dem Maschinenraum zu den Fahrmotoren geleitet, wo sie wieder austritt.:90-102
Die Druckluft wird durch einen von einem Drehstrommotor angetriebenen Schraubenluftpresser erzeugt, der im Maschinenraum im Druckluftgerüst angeordnet ist. Der Hauptluftbehälter mit einem Volumen von 800 l ist gegenüber dem Druckluftgerüst stehend im Maschinenraum angeordnet. Im Druckluftgerüst sind alle Betätigungs- und Steuergeräte für die Druckluft- und Bremsausrüstung zusammengefasst. Die meisten pneumatischen Komponenten sind auf einer Bremstafel angeordnet. Die Fahrzeuge sind mit einer mehrlösigen, indirekt wirkenden, selbsttätigen Druckluftbremse, einer elektropneumatischen direkten Zusatzbremse und einer Federspeicherbremse als Festhaltebremse für das Fahrzeug ausgerüstet. Je Radsatz wirken zwei Kompaktbremszangen auf die Bremsscheiben. Je Radsatz ist ein Bremszylinder mit einem Federspeicherbremszylinder ausgerüstet.:72-74

### Geräuschentwicklung
Beim Aufschalten aus dem Stand ist ein Geräusch zu vernehmen, das an das Durchspielen einer Tonleiter auf einem Tenorsaxophon erinnert. Es entsteht in den Drehstrommotoren durch die Ansteuerung der Stromrichter. Das Geräusch ist dabei die doppelte Taktfrequenz der Pulswechselrichter, welche stufenweise angehoben wird.
Die Frequenz ändert sich dabei in Ganz- und Halbtonschritten über zwei Oktaven von d bis d″ im Tonvorrat der Stammtöne. Es handelt sich dabei um eine dorische Tonleiter auf dem Grundton D. Theoretisch besteht die Möglichkeit, die Lok so zu programmieren, dass sie ganz andere Geräusche abgibt. Beispielsweise sind erstere Loks der ÖBB in der Lage, anstelle der Tonleiter die ersten Töne der österreichischen Nationalhymne zu erzeugen. Man hat sich seitens des Herstellers aber standardmäßig für die Tonleiter entschieden, weil diese Geräusche vom menschlichen Ohr als angenehm empfunden werden. Dadurch ist es möglich, dass sich beim Schleudern der Radsätze (beispielsweise durch nasse Schienen) ein vierstimmiger Anfahrton ergibt.